# Desembarque do Mindelo
Desembarque do Mindelo é a designação dada ao desembarque das tropas liberais a norte do Porto em 8 de Julho de 1832, durante as Guerras Liberais, nome pela qual ficou conhecida a Guerra Civil Portuguesa (1828–1834).

## História

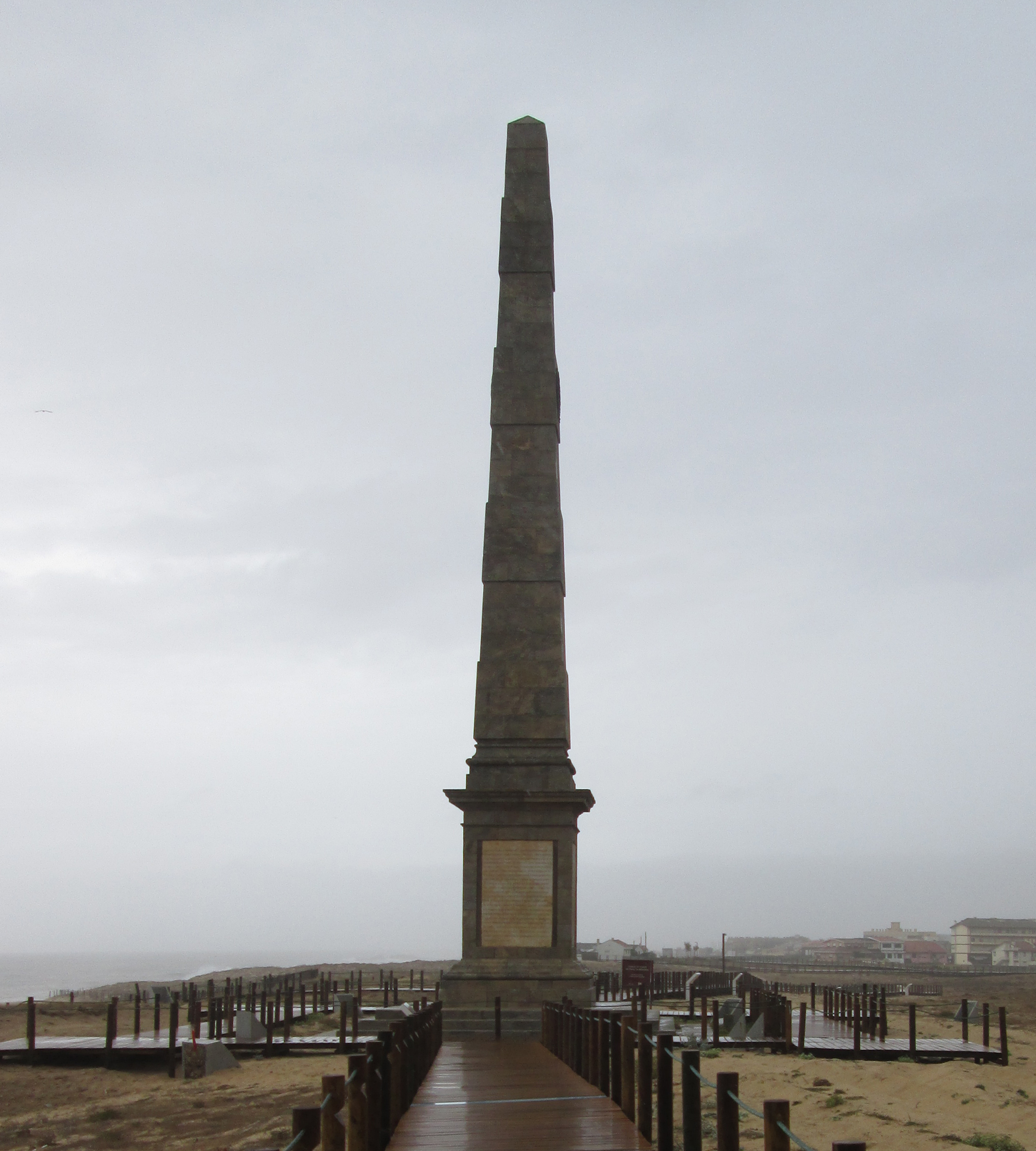
Padrão comemorativo de desembarque em Pampelido

A esquadra organizada por D. Pedro IV, contava com 60 navios, cerca de 8.300 homens, sob o comando do almirante britânico George Rose Sartorius. Nela se destacavam:
- duas fragatas (Rainha de Portugal e D. Maria II);
- o brigue Conde de Vila Flor, com 16 peças de artilharia;
- o brigue-escuna Liberal, com nove peças;
- três escunas: Terceira, Eugénia e Coquette, respetivamente com sete, dez e sete peças de artilharia;
- a galera D. Amélia, onde seguia D. Pedro;
- cinco escunas: Faial, Gracioza, Prudência, Esperança e São Bernardo;
- a barca Regência de Portugal; e
- dezenas de embarcações de transporte, lanchões e até um barco a vapor.

Deles desembarcaram cerca de 7 500 homens que viriam a ficar conhecidos pela designação de "Bravos do Mindelo". Entre eles contavam-se muitos mercenários e auxiliares, ingleses, franceses, belgas, polacos, italianos, alemães e espanhóis, excedendo a 6.600 estrangeiros, que representavam mais de 80% do total das tropas.
Os nacionais constituíam três batalhões de Infantaria, um regimento provisório de Infantaria, quatro batalhões de Caçadores, um batalhão de Artilharia, o batalhão de voluntários de D. Maria II, o Batalhão dos Académicos (de que fazia parte Almeida Garrett, Alexandre Herculano e Joaquim António Aguiar), um batalhão só de Oficiais, um corpo de Guias, um corpo de Engenheiros e três embriões de corpos de Cavalaria. À frente destes homens, designados também como "Exército Libertador", encontrava-se o tenente-coronel João Schwalbach e os coronéis Henrique da Silva Fonseca e António Pedro Brito.
Ao anoitecer do dia 7 de julho de 1832 instalou-se o pânico entre as forças militares e as autoridades absolutistas do Porto: a esquadra liberal estava à vista, para grande surpresa dos miguelistas que nunca haviam previsto uma invasão por este ponto do país. No entanto, D. Pedro avançou com a sua armada em direção a Vila do Conde, local onde planeara o desembarque.
Na manhã de 8 de julho foi enviado a terra, para parlamentar com as forças militares aí estacionadas, o major Bernardo de Sá Nogueira — futuro marquês de Sá da Bandeira. As negociações foram, no entanto, completamente estéreis, tendo aquele emissário sido recebido com ameaças de fuzilamento. Frustradas, pois, que foram estas tentativas de desembarque pacífico, foi decidido efetuá-lo em pé-de-guerra.
Este ocorreu ao princípio da tarde desde as praias de Mindelo até à Praia dos Ladrões, em Arnosa de Pampelido, no limite das freguesias de Lavra e Perafita, no concelho de Matosinhos. Na ocasião, D. Pedro dirigiu às tropas a célebre incitação — "Soldados! Aquelas praias são as do malfadado Portugal" — que se pode ler numa das faces do obelisco da Memória.
A escolha deste local, que perpetuou historiograficamente esta operação militar como "Desembarque do Mindelo", deveu-se ao facto de nele se poder realizar esta operação com facilidade e segurança, uma vez que o mar se apresentava "bastante profundo quase até à areia". Tal indicação terá sido dada, segundo a tradição, por um dos 7.500 "bravos", de seu nome Francisco José da Silva, natural de Paiço, freguesia da Lavra.
O desembarque foi rápido e não encontrou qualquer tipo de resistência, sendo, de imediato, tomados os pontos estratégicos da região. Os batalhões de Caçadores n.º 2 e 3 ocuparam as cristas das elevações que se prolongam até à margem direita do rio Leça. O batalhão da Marinha fixou-se em Perafita. O batalhão de Caçadores n.º 5, em Pedras Rubras, onde acampou no Largo da Feira.

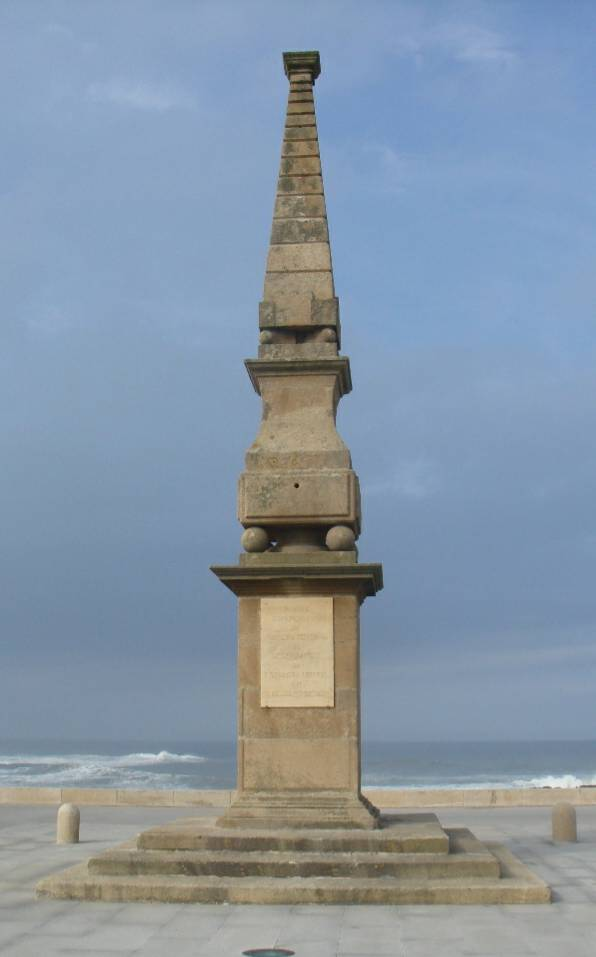
Padrão comemorativo da primeira tentativa de desembarque em Vila do Conde

As estradas que ligavam o Porto a Vila do Conde encontravam-se igualmente tomadas e os liberais estavam também em condição de observar as movimentações que as forças absolutistas estacionadas em Leça realizariam. Às 18 horas, D. Pedro desembarcou em Pampelido e, às nove horas, já todo o "Exército Libertador" se encontrava em terra. Nessa noite D. Pedro pernoitou em casa do proprietário Manuel Andrade. Houve beija-mão real no Largo, findo o qual D. Pedro se dirigiu ao Porto.
O desembarque permitiu às forças liberais tomar a cidade do Porto no dia 9 de julho de 1832, apanhando de surpresa o exército miguelista que haveria de as submeter ao prolongado Cerco do Porto.
D. Miguel acabou por capitular em 1834, com a Concessão de Évora Monte, abrindo caminho à implantação definitiva do Liberalismo.